# Mali Ierkivți, Borîspil
Mali Ierkivți (în ucraineană Малі Єрківці) este un sat în comuna Mîrne din raionul Borîspil, regiunea Kiev, Ucraina.

## Demografie
Componența lingvistică a localității Mali Ierkivți
     Ucraineană (93,66%)
     Rusă (5,99%)
     Alte limbi (0,35%)
Conform recensământului din 2001, majoritatea populației localității Mali Ierkivți era vorbitoare de ucraineană (93,66%), existând în minoritate și vorbitori de rusă (5,99%).